# Dmytro Ivanovyč Javornyckyj
Dmytro Ivanovyč Javornyckyj (ukrajinsky Дмитро́ Іва́нович Яворни́цький, rusky Дмитрий Иванович Яворницкий – Dmitrij Ivanovič Javornickij, 25. říjnajul./ 6. listopadu 1855greg. Soncivka – 5. srpna 1940 Dnipropetrovsk) byl ukrajinský etnograf, historik a lexikograf.
Narodil se v roce 1855 ve vesnici Solcivka (moderním jménem Borysivka) v Charkovské gubernii pod příjmením Evarnyckyj (Еварни́цький). V letech 1877 až 1886 studoval na historicko-filologické fakultě Charkovské univerzity. V letech 1881 až 1886 zároveň vyučoval ruské dějiny na charkovském gymnázium, než byl propuštěn pro své separatistické (proukrajinské) tendence. V roce 1896 učil v Petrohradě a od roku 1897 učil v Moskvě na Imperátorské moskevské univerzitě dějiny a archeologii Záporožských kozáků. V roce 1902 přijal nabídku stát se ředitelem Historického muzea v Jekatěrinoslavi (moderní Dnipro), kde působil až do konce života. Od roku 1929 byl členem Ukrajinské akademie věd.
Byl přítelem Ilji Repina a nechal se zobrazit jako písař na jeho slavném obraze Záporožští kozáci píší dopis tureckému sultánovi.